# Josh Gates
Joshua Gates (Manchester-by-the-Sea, Massachusetts, 10 d'agost de 1977) és un presentador i productor de televisió nord-americà. Va ser el presentador i co-director del programa Destination Truth i Stranded on Syfy, i actualment presenta i co-dirigeix els programes Expedition Unknown i Legendary Locations de Discovery Channel. També és conegut per presentar algunes emissions especials en directe i per ser l'investigador convidat de la sèrie de televisió Ghost Hunters i el seu spin-off Ghost Hunters International. Produeix també la seqüela de Ghost Hunters anomenada Ghost Nation amb altres programes de televisión que tracta la temàtica paranormal a través de la seva productora Ping Pong Productions.

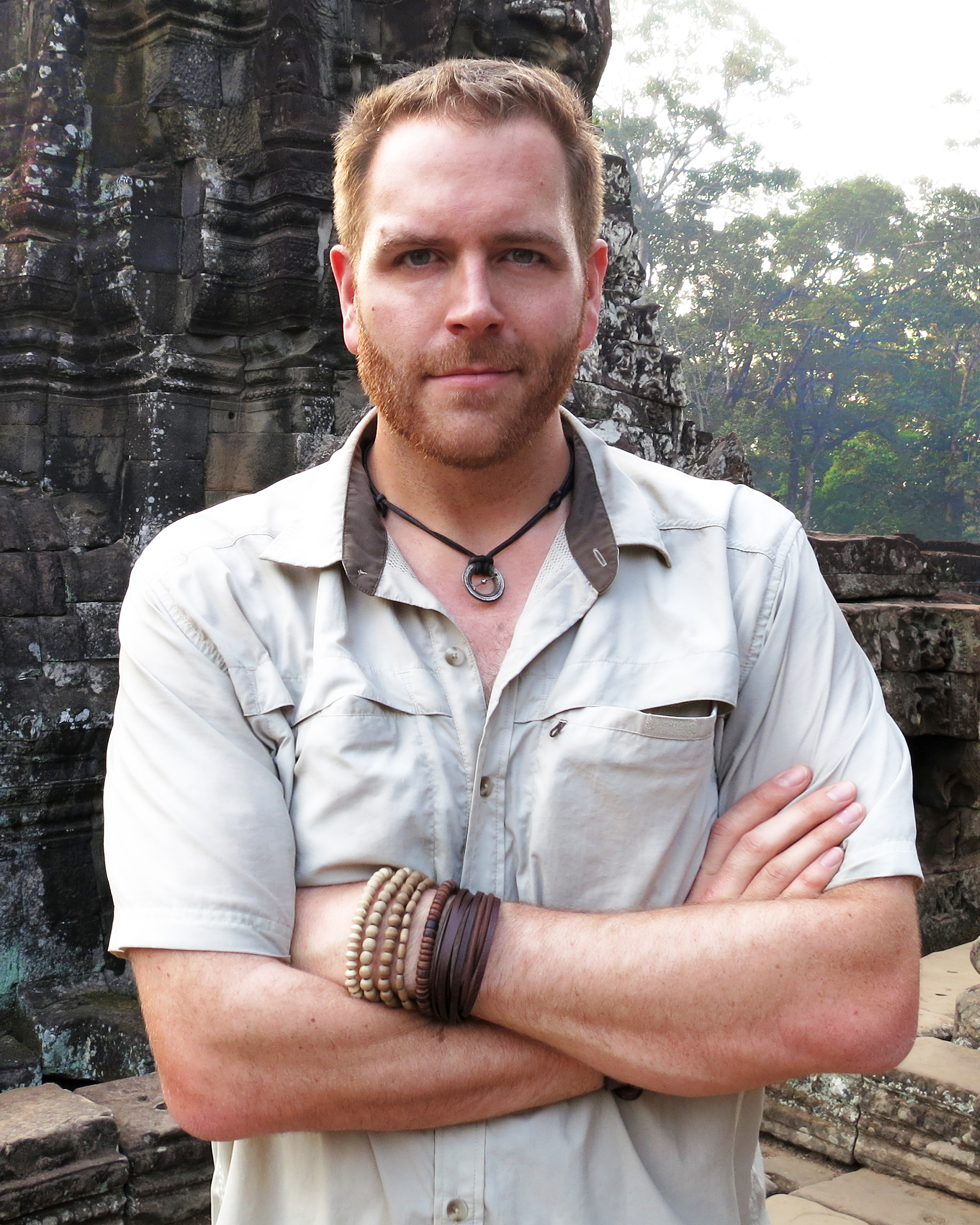
Josh Gates al temple Bayon de Cambodja.

## Biografia
Gates va néixer a la petita localitat de Manchester-by-the-Sea de Massachusetts i resideix a Los Angeles. Va estudiar a la Universitat Tufts de Medford, Massachusetts, especialitzant-se tant en arqueologia com en interpretació.
Va estar casat del 2014 al 2021 amb Hallie Gnatovich, co-protagonista de la sèrie Destination Truth, amb qui ha tingut dos fills, Owen i Isla.